# Helen Stommel Olsson
Helen Marianne Stommel Olsson, född 11 maj 1963, är en svensk författare och copywriter.
Stommel Olsson har arbetat som copywriter och frilansjournalist. Hon debuterade som författare 2017 med boken Gangsterprinsessan.

## Priser och utmärkelser
- 2018 – Storytel Awards stora ljudbokspris för Gangsterprinsessan Uppläsare: Lo Kauppi